# Holladay
Holladay – miasto w Stanach Zjednoczonych, w stanie Utah, w hrabstwie Salt Lake.